# Ghost in the Shell (mixtape)
Ghost in the Shell – mixtape wydany wiosną 2005 roku przez Stylesa P, amerykańskiego rapera z grup The Lox, D-Block i Ruff Ryders. Wystąpili na nim gościnnie D-Block.

## Lista utworów
1. "Styles P. Intro" (Vinny Idol version)
2. "UFO"
3. "Promises"
4. "MC"
5. "Vinny's Theme"
6. "Kill The Faggot"
7. "What They Want"
8. "Told You"
9. "I-95" (ft. Tray Williams)
10. "Interlude"
11. "I Don't Give A Fuck" (ft. The Lox)
12. "Cool Out"
13. "I'm Home"
14. "Holiday"
15. "Gunz Up" (ft. St Raw of Team Arliss)
16. "Call My Name"
17. "Switch My Style"
18. "Discipline"
19. "What Up"
20. "Interlude"
21. "Immortal"
22. "Punish 'Em"
23. "Gator Ent. Shit"
24. "D-Block Boyz" (ft. T. Waters)
25. "Reminisce"
26. "D-Block Niggaz"
27. "Poobs Shit"
28. "So Hard" (ft. Tray Williams)
29. "Soul Child"
30. "Leaving The Game"
31. "Styles P. Outro" (Vinny Idol version)